# Vozvrata net
Vozvrata net (Возврата нет) è un film del 1973 diretto da Aleksej Aleksandrovič Saltykov.

## Trama
Il film racconta di una donna di nome Antonina, accusata del fatto che durante la guerra ha vissuto nel territorio conquistato dai nazisti. Non si crede che nascondesse un soldato ferito e decide di lasciare la festa.